# Magetra
Magetra International SA ist eine europaweit tätige Speditions- und Logistikfirma mit Sitz in der belgischen Stadt Eupen.

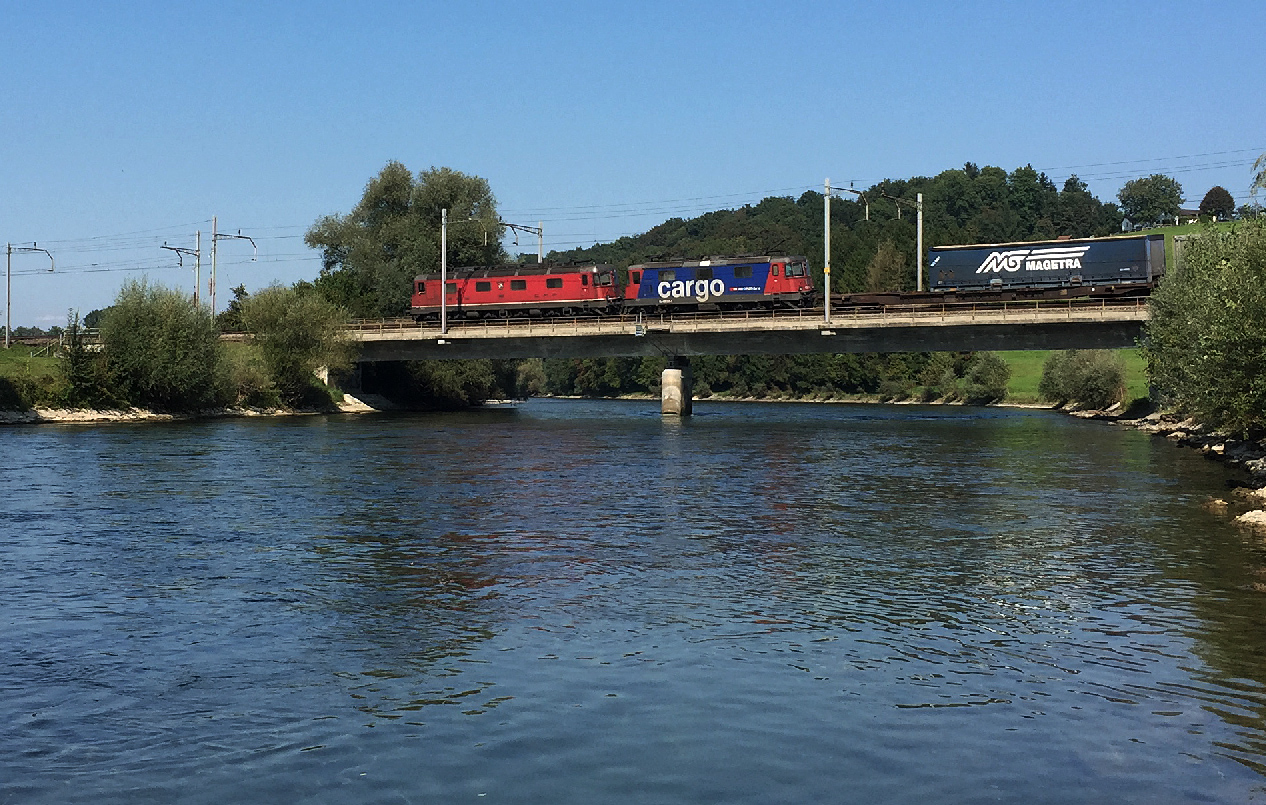
Magetra-Zug auf der Gotthardstrecke

## Geschichte und Struktur
Die 1937 entstandene belgische Logistikfirma Magasins Généraux de Monsin (auch: Magemon), ein Lagerhausbetrieb auf der Hafeninsel Monsin in der Maas in Lüttich, gründete 1971 die Frachtfirma Magemon Transports, abgekürzt Magetra in Lüttich. Um sich stärker im Güterfernverkehr zu positionieren, beteiligte sich Magetra 1997 an der italienischen Transportgesellschaft Spedirail und übernahm die Firma Rail Route Express, die auf den kombinierten Verkehr zwischen Nordeuropa und Italien spezialisiert war. 2004 übernahm sie außerdem das Speditionsunternehmen Transports Lambert Frères in Thimister-Clermont und schließlich noch Lemco in Luxemburg. Im Jahr 2012 fusionierte die Firma mit dem Unternehmen Transports Mathieu SA in Eupen, wo die daraus hervorgegangene Firma Magetra International SA ihren neuen Hauptsitz hat.
2001 gründete Magetra die Tochterfirma Rudniccy-Magetra in Danzig in  Polen, 2005 eine weitere in Bratislava in der Slowakei (Magetra Slovakia, S.R.O.). Eine bedeutende Frachtsparte von Magetra ist der Transport von Stahlbobinen als Halbfabrikate von Stahlwerken zu Verarbeitern mit Spezialaufliegern.
Seit 2015 entwickelte Magetra den internationalen kombinierten Verkehr weiter, vor allem auf der Strecke von Belgien nach Italien. Mehrmals in der Woche verkehren ganze Güterzüge von Magetra und Spedirail durch die Alpen zwischen Lüttich oder Bierset in der Gemeinde Grâce-Hollogne und dem Terminal Centro Intermodale in Milano–Segrate. Weitere Bahnverbindungen werden nach Rumänien und Spanien bedient. Eine Niederlassung betreibt die Firma im multimodalen Containerterminal Trilogiport auf der Ile de Monsin beim Hafen von Lüttich, von wo aus sie Straßen- und Zugtransporte ausführt.
Die 1994 von Magemon gebildete Sparte für Seefracht Magemar in Antwerpen wurde 1997 selbständig.